# Río Otún
Río Otún är ett vattendrag i Colombia.   Det ligger i departementet Risaralda, i den centrala delen av landet, 190 km väster om huvudstaden Bogotá.